# مریم پیشگاه
مریم پیشگاه (زاده ۱۳۳۵) مترجم ایرانی است. او برای ترجمه کتاب ساداکو و هزار درنای کاغذی برگزیدهٔ اولین دورهٔ کتاب سال ایران شد.
برای آموزش مهارت مواجهه با مرگ، ترس از مرگ و جاودانگی به کودکان و آشنایی با این مفاهیم فلسفی، یکی از مهمترین ابزارها استفاده از داستان است. انتخاب متن‌های داستانی برای این کار به شناخت، تفسیر، و تحلیل آثار نیاز دارد. ساداکو و هزار درنای کاغذی از آثار قابل توجه در این حوزه است.